# Joe Gomez
Pour les articles homonymes, voir Gomez.
Joseph Gomez, dit Joe Gomez, né le 23 mai 1997 à Catford au Royaume-Uni, est un footballeur international anglais qui évolue au poste de défenseur au Liverpool FC.

## Carrière

### En club
Malgré le fait que sa carrière soit plus que respectable, notamment grâce à de très bonnes prestations aux côtés de Virgil van Dijk dans certaines rencontres très importantes du Liverpool Football Club sous les ordres de Jürgen Klopp, Joe Gomez est un des joueurs ayant disputé le plus de matchs officiels en carrière sans parvenir à marquer le moindre but. Le 1er juin 2019, il remporte la Ligue des Champions 2019 à Madrid face à Tottenham en entrant en jeu à la place de Sadio Mané.

### International

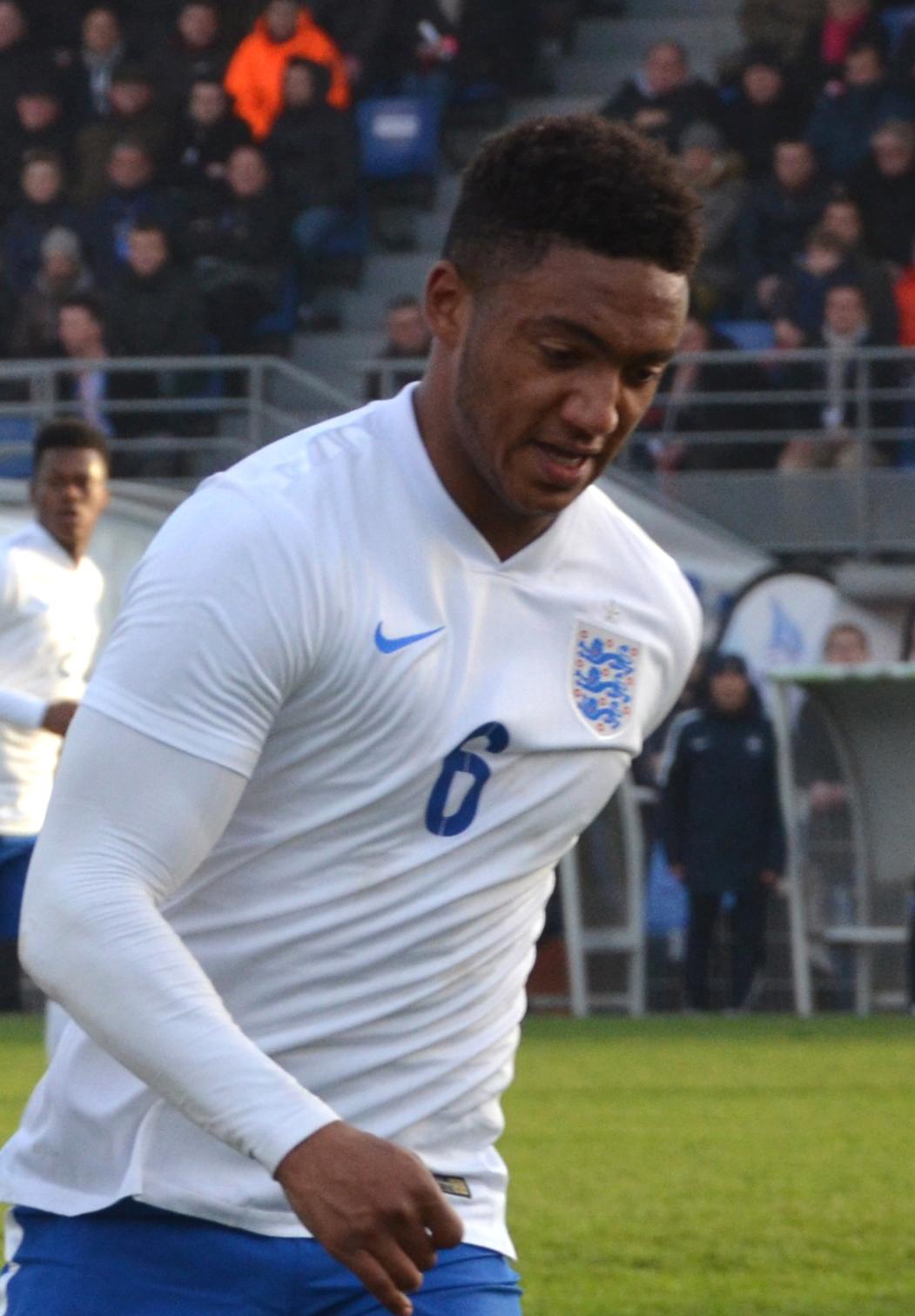
Gomez jouant pour l'équipe d'Angleterre des moins de 19 ans en 2015

D’origine anglaise par sa mère et gambienne par son père, Gomez est éligible de jouer pour ces trois nations. Ila été sélectionné par l'Angleterre dans les catégories des moins de 16 ans, des moins de 17 ans et des moins de 19 ans. En mai 2014, il faisait partie de l'équipe qui a remporté le Championnat d'Europe de football des moins de 17 ans 2014 à Malte, jouant toutes les minutes des cinq matchs de l'Angleterre et étant sélectionné dans l'équipe-type du tournoi par l'UEFA. Par le biais de son père, il aurait été éligible pour jouer pour la Gambie.
Le 25 août 2015, il a reçu sa première convocation en équipe d'Angleterre des moins de 21 ans. Le 30 août 2017, Gomez a été annoncé comme le capitaine de l'équipe d'Angleterre des moins de 21 ans pour la campagne de qualification du Championnat d'Europe de football espoirs 2019.
Il a reçu sa première convocation en équipe nationale senior d'Angleterre en novembre 2017. Il a fait ses débuts avec l'équipe d'Angleterre contre l'Allemagne au Stade de Wembley lors d'un match amical, en remplaçant Phil Jones en tant que remplaçant lors d'un match nul 0-0. Gomez a reçu le titre d'homme du match lors du match suivant pour sa performance contre le Brésil, recevant des éloges pour plusieurs interceptions cruciales et sa capacité à neutraliser la menace de Neymar.
En juin 2024, il fait partie de la liste des 26 joueurs convoqués par Gareth Southgate pour disputer l'Euro 2024.

## Style de jeu
Gomez préfère jouer en tant que défenseur central, mais il peut également jouer en tant que latéral droit ou gauche. Il a été décrit comme un joueur de football complet et un défenseur central serein qui sait jouer le ballon, et on l'a comparé à Rio Ferdinand, qu'il appréciait lorsqu'il était jeune,. Gomez est également remarqué pour son athlétisme, sa vitesse et sa force ; il est capable de réaliser des courses puissantes et dangereuses en contre-attaque, et en défense, il est rarement dominé physiquement par un adversaire,,.

## Vie personnelle
Gomez a rencontré sa partenaire, Tamara, en 2014, dans un bus alors qu'il se rendait à l'école. Ils vivent ensemble dans le Cheshire et ont un fils. Son cousin Muhammadu Faal (en) est également footballeur.

## Statistiques
| Saison                | Club                  | Championnat           | Championnat | Championnat | Coupe nationale | Coupe nationale | Coupe de la Ligue | Coupe de la Ligue | Supercoupe | Supercoupe | Compétition(s) continentale(s) | Compétition(s) continentale(s) | Compétition(s) continentale(s) | Supercoupe UEFA | Supercoupe UEFA | Coupe du monde des clubs | Coupe du monde des clubs | Angleterre | Angleterre | Total | Total |
| Saison                | Club                  | Division              | M.          | B.          | M.              | B.              | M.                | B.                | M.         | B.         | Comp.                          | M.                             | B.                             | M.              | B.              | M.                       | B.                       | M.         | B.         | M.    | B.    |
| 2014-2015             | Charlton Athletic FC  | Championship          | 21          | 0           | 1               | 0               | 2                 | 0                 | -          | -          | -                              | -                              | -                              | -               | -               | -                        | -                        | -          | -          | 24    | 0     |
| Sous-total            | Sous-total            | Sous-total            | 21          | 0           | 1               | 0               | 2                 | 0                 | 0          | 0          | -                              | 0                              | 0                              | 0               | 0               | 2                        | 0                        | 0          | 0          | 26    | 0     |
| 2015-2016             | Liverpool FC          | Premier League        | 5           | 0           | 0               | 0               | 0                 | 0                 | -          | -          | C3                             | 2                              | 0                              | -               | -               | -                        | -                        | -          | -          | 7     | 0     |
| 2016-2017             | Liverpool FC          | Premier League        | 0           | 0           | 3               | 0               | 0                 | 0                 | -          | -          | -                              | -                              | -                              | -               | -               | -                        | -                        | -          | -          | 3     | 0     |
| 2017-2018             | Liverpool FC          | Premier League        | 23          | 0           | 1               | 0               | 1                 | 0                 | -          | -          | C1                             | 6                              | 0                              | -               | -               | -                        | -                        | 3          | 0          | 34    | 0     |
| 2018-2019             | Liverpool FC          | Premier League        | 16          | 0           | 0               | 0               | 0                 | 0                 | -          | -          | C1                             | 9                              | 0                              | -               | -               | -                        | -                        | 4          | 0          | 29    | 0     |
| 2019-2020             | Liverpool FC          | Premier League        | 28          | 0           | 2               | 0               | 2                 | 0                 | 1          | 0          | C1                             | 7                              | 0                              | 1               | 0               | 2                        | 0                        | 1          | 0          | 44    | 0     |
| 2020-2021             | Liverpool FC          | Premier League        | 7           | 0           | 0               | 0               | 1                 | 0                 | 1          | 0          | C1                             | 3                              | 0                              | -               | -               | -                        | -                        | 3          | 0          | 15    | 0     |
| 2021-2022             | Liverpool FC          | Premier League        | 7           | 0           | 2               | 0               | 4                 | 0                 | -          | -          | C1                             | 7                              | 0                              | -               | -               | -                        | -                        | -          | -          | 20    | 0     |
| 2022-2023             | Liverpool FC          | Premier League        | 22          | 0           | 2               | 0               | 2                 | 0                 | -          | -          | C1                             | 5                              | 0                              | -               | -               | -                        | -                        | -          | -          | 31    | 0     |
| 2023-2024             | Liverpool FC          | Premier League        | 30          | 0           | 4               | 0               | 5                 | 0                 | -          | -          | C3                             | 10                             | 0                              | -               | -               | -                        | -                        | 4          | 0          | 53    | 0     |
| 2024-2025             | Liverpool FC          | Premier League        | 9           | 0           | 1               | 0               | 3                 | 0                 | -          | -          | C1                             | 5                              | 0                              | -               | -               | -                        | -                        | 0          | 0          | 18    | 0     |
| 2025-2026             | Liverpool FC          | Premier League        | 1           | 0           | -               | -               | -                 | -                 | -          | -          | C1                             | -                              | -                              | -               | -               | -                        | -                        | -          | -          | 1     | 0     |
| Sous-total            | Sous-total            | Sous-total            | 151         | 0           | 16              | 0               | 18                | 0                 | 2          | 0          | -                              | 54                             | 0                              | 1               | 0               | 2                        | 0                        | 15         | 0          | 259   | 0     |
| Total sur la carrière | Total sur la carrière | Total sur la carrière | 170         | 0           | 16              | 0               | 19                | 0                 | 2          | 0          | -                              | 54                             | 0                              | 1               | 0               | 2                        | 0                        | 15         | 0          | 279   | 0     |

## Palmarès

### En club
| Liverpool FC (9) |
| --- |
| - Ligue des champions (1) - Vainqueur : 2019 - Finaliste : 2018 et 2022 - Premier League (2) - Champion : 2020 et 2025 - Vice-champion : 2019 et 2022 - Supercoupe de l'UEFA (1) - Vainqueur : 2019 - Coupe du monde des clubs (1) - Vainqueur : 2019. - Coupe de la Ligue (2) : - Vainqueur en 2022 et 2024 - Finaliste en 2025 - Coupe d'Angleterre (1) - Vainqueur : 2022 - Community Shield (1) - Vainqueur : 2022 - Finaliste : 2019 et 2020 |

### En sélection
- Vainqueur du championnat d'Europe des moins de 17 ans en 2014.